# Городская башня Штраубинга

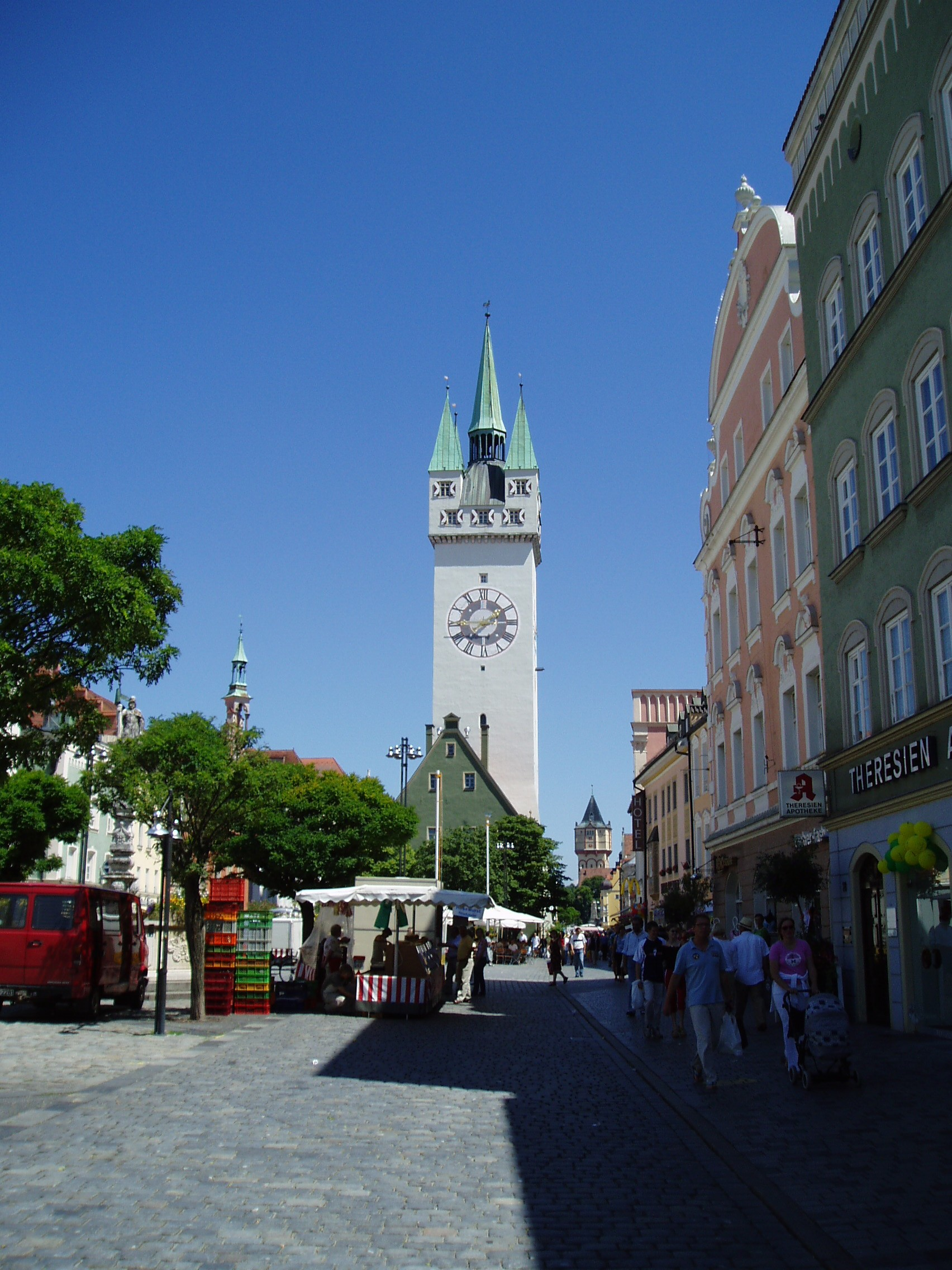
Городская башня Штраубинга, вид с запада.

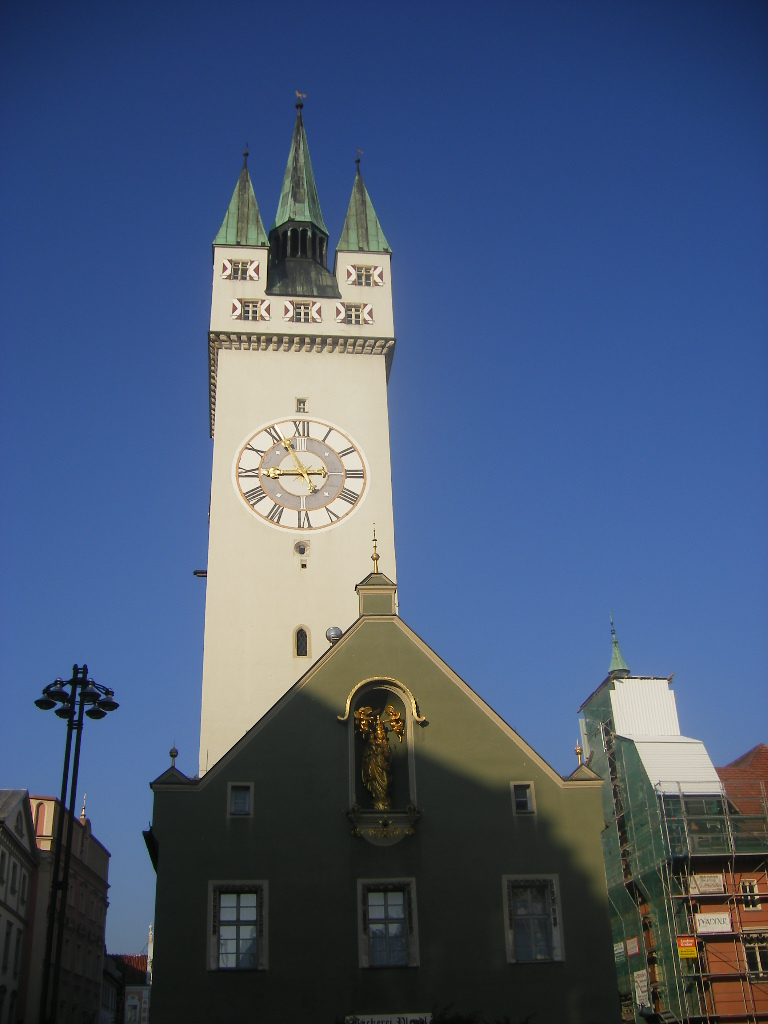
Вид на городскую башню с Людвигсплаца.

Городская башня Штраубинга — средневековая сторожевая башня высотой 68 метров. Она расположена в центре городской площади Штраубинга и является его достопримечательностью.

## Здание
Городская башня Штраубинга была построена в качестве сторожевой и пожарной башни. Нетипичным для этой сторожевой башни является её расположение в центре города. Она расположена посреди городской площади, 600-метрового уличного рынка, и делит его на две части — Людвигсплац и Терезиенплац.
Одна из причин такого местоположения — необходимость наблюдения за Дунаем по которому проходили суда с которых взимали пошлины. Также здание служило пожарной башней и был необходим хороший обзор города. Колокол на городской башне, который в средние века также служил как сигнал о пожаре, был отлит Хансом Пайером в Регенсбурге в 1406 году.